# I Libri di Fantasy. Il Fantastico nella Fantascienza
I Libri di Fantasy. Il Fantastico nella Fantascienza è stata una collana editoriale di romanzi fantasy pubblicata da Fanucci Editore fra il 1982 e il 1996 e divisa internamente in due serie di, rispettivamente, 43 e 10 uscite.

## Storia editoriale
Sin dalla su fondazione nel 1971, Fanucci Editore si era specializzata nell'importazione in Italia di narrativa fantastica angloamericana e in particolare in romanzi autoconclusivi di fantascienza, predominanti nelle collane Futuro. I Pocket di Fantascienza, Futuro. Biblioteca di Fantascienza, e Sidera nello spazio e nel tempo; tuttavia uno spazio cospicuo venne attribuito anche alla narrativa breve weird, heroic fantasy e science fantasy, ben rappresentata nelle antologie apparse nell'Enciclopedia della Fantascienza e in Orizzonti. Capolavori di Fantasia e Fantascienza. A cavallo fra 1982 e 1984, pertanto, la casa editrice fece confluire Futuro, Orizzonti e Sidera in una collana unitaria di fantascienza e science fantasy chiamata Il Libro d'Oro della Fantascienza e istituì la linea parallela de I Libri di Fantasy, dedicata espressamente al fantasy e in particolare all'high fantasy.
Diretta per tutta la sua attività da Gianni Pilo (coadiuvato solo per il primo anno da Sebastiano Fusco), I Libri di Fantasy perseguì a lungo due filoni paralleli: da un lato vennero tradotte opere anglofone contemporanee, fra cui spiccarono per prestigio il seminale ciclo umoristico di Xanth, creato da Piers Anthony, e le Cronache di Tornor di Elizabeth A. Lynn, insignite del Premio World Fantasy; dall'altro lato vennero pubblicati con assiduità romanzi italiani di autori pionieristici quali Gianluigi Zuddas e Benedetto Pizzorno, andando ad affiancare le raccolte di racconti italiani edite nell'Enciclopedia della Fantascienza; va anche registrata la presenza nel catalogo di ristampe del romanzo La spada spezzata e della raccolta di racconti Elak di Atlantide, due opere fondative del fantasy statunitense già apparse rispettivamente in Futuro ed Enciclopedia della Fantascienza. 
A cavallo fra 1989 e 1992 I Libri di Fantasy pubblicò con una calendarizzazione molto erratica e per pochi mesi venne affiancata da un'effimera linea complementare intitolata Dark Fantasy, fino a che nell'estate 1993 non venne sospesa e rilanciata con un nuovo formato tipografico, riavviando la numerazione da capo; questa seconda serie fu definitivamente chiusa già nel 1996, lasciando interrotta la traduzione di molti cicli di romanzi. A tal proposito va rimarcato che il numero 21 della prima serie fu l'"appendice" conclusiva del numero 17 di Enciclopedia della Fantascienza, mentre il numero VIII della seconda serie concluse una saga di romanzi avviata in Dark Fantasy 4.
La prima serie de I Libri di Fantasy era rilegata in brossura con una foliazione di grande formato da 210x142 mm e ciascun volume recava una numerazione doppia in cifra sia araba sia romana; i numeri da 1 a 25 presentavano il logo della collana come talloncino nell'angolo superiore sinistro della copertina, nei numeri da 26 a 43 il talloncino fu sostituito da una fascetta verticale nella medesima posizione. La seconda serie passò a una foliazione più piccola da 190x125 mm, adottò una numerazione unica con cifra romana, e rimosse dalle copertine il logo di collana, conservando il marchio dell'editore nell'angolo inferiore sinistro.

## Elenco delle uscite
| Numero | Numero  | Autore                               | Titolo                       | Note | Data           | ISBN       |
| ------ | ------- | ------------------------------------ | ---------------------------- | --- | -------------- | ---------- |
| 1      | I       | Piers Anthony                        | Un incantesimo per Chameleon | Primo romanzo della saga di Xanth. | Ottobre 1982   |            |
| 2      | II      | Gianni Pilo                          | La saga dei Virhel           | | Luglio 1982    |            |
| 3      | III     | H. Rider Haggard                     | La principessa splendente    | | Settembre 1982 |            |
| 4      | IV      | Benedetto Pizzorno                   | La leggenda delle tre torri  | Omnibus comprendente il romanzo eponimo e un racconto. | Gennaio 1983   |            |
| 5      | V       | Jacqueline Lichtenberg               | La casa di Zeor              | Primo romanzo in ordine di composizione del Ciclo dei Sim. | Novembre 1983  |            |
| 6      | VI      | Gianluigi Zuddas                     | Le amazzoni del sud          | Secondo romanzo della tetralogia delle Amazzoni. | Giugno 1983    |            |
| 7      | VII     | Jacqueline Lichtenberg               | Per Zeor per sempre          | Secondo romanzo in ordine di composizione del Ciclo dei Sim. | Novembre 1983  |            |
| 8      | VIII    | Enzo Conti                           | Gli occhi della notte        | Omnibus di due romanzi brevi autoconclusivi: - Gli occhi della notte - Il patto | Giugno 1983    |            |
| 9      | IX      | Piers Anthony                        | La sorgente della magia      | Secondo romanzo della saga di Xanth. | Ottobre 1983   |            |
| 10     | X       | Gianluigi Zuddas                     | Stella di Gondwana           | Terzo romanzo della tetralogia delle Amazzoni. | Ottobre 1983   |            |
| 11     | XI      | Neal Barrett Jr.                     | Aldair in Albion             | Primo romanzo della tetralogia di Aldair. | Aprile 1984    |            |
| 12     | XII     | Riccardo Scagnoli                    | Il vento scarlatto           | Omnibus comprendente il romanzo eponimo e un racconto. | Aprile 1984    |            |
| 13     | XIII    | Benedetto Pizzorno                   | Odla il cantastorie          | | Giugno 1984    |            |
| 14     | XIV     | Neal Barrett Jr.                     | Lungo i mari del fato        | Secondo romanzo della tetralogia di Aldair. Ha in appendice un racconto di Franco Forte. | Febbraio 1985  |            |
| 15     | XV      | Riccardo Scagnoli e Corrado Mezzelfo | Il principe della cometa     | | Settembre 1985 |            |
| 16     | XVI     | Neal Barrett Jr.                     | Aldair signore dei mari      | Terzo romanzo della tetralogia di Aldair. | Gennaio 1987   |            |
| 17     | XVII    | Piers Anthony                        | Il castello di Roogna        | Terzo romanzo della saga di Xanth. | Maggio 1987    |            |
| 18     | XVIII   | Elizabeth A. Lynn                    | Watchtower                   | Primo romanzo delle Cronache di Tornor. | Settembre 1987 |            |
| 19     | XIX     | Neal Barrett Jr.                     | La legione dei semiumani     | Quarto romanzo della tetralogia di Aldair. | Novembre 1987  |            |
| 20     | XX      | Roger Zelazny                        | Dilvish il maledetto         | Primo volume della dilogia di Dilvish, raccolta di dieci racconti. | Gennaio 1988   | 8834700481 |
| 21     | XXI     | Jessica Amanda Salmonson (curatrice) | Guerriere senza tempo        | Selezione di sette racconti heroic fantasy d'impianto femminista estrapolati dalle antologie Amazons! (DAW Books, 1979) e Amazons II (DAW Books, 1982), con un'appendice di due racconti italiani. | Marzo 1988     | 8834700570 |
| 22     | XXII    | Elizabeth A. Lynn                    | I danzatori di Arun          | Secondo romanzo delle Cronache di Tornor. | Giugno 1988    | 8834700732 |
| 23     | XXIII   | Gianni Pilo e Daniele Mansuino       | Atlantide                    | | Luglio 1988    | 8834703081 |
| 24     | XXIV    | Piers Anthony                        | La navata del centauro       | Quarto romanzo della saga di Xanth. | Maggio 1990    | 8834703138 |
| 25     | XXV     | Mariano Rampini                      | Saghe di un mondo perduto    | | Aprile 1989    | 8834701089 |
| 26     | XXVI    | Elizabeth A. Lynn                    | La ragazza del Nord          | Terzo romanzo delle Cronache di Tornor. | Marzo 1992     | 8834700473 |
| 27     | XXVII   | Juanita Coulson                      | La trama della magia         | Primo romanzo della dilogia di Krantin. | Marzo 1992     | 8834703510 |
| 28     | XXVIII  | Bernardo Cicchetti                   | Lo specchio di Atlante       | | Giugno 1991    | 8834700678 |
| 29     | XXIX    | John Norman                          | Gor                          | Primo romanzo del Ciclo di Gor. | Marzo 1989     | 8834701070 |
| 30     | XXX     | Poul Anderson                        | La spada spezzata            | | Luglio 1989    | 8834701062 |
| 31     | XXXI    | Barbara Hambly                       | Il tempo del buio            | Primo romanzo della trilogia di Darwath. | Gennaio 1991   | 8834701259 |
| 32     | XXXII   | Henry Kuttner                        | Elak di Atlantide            | Raccolta completa allestita postuma del ciclo di Elak di Atlantide, comprende il romanzo breve Tuono all'alba e tre racconti.                                                                      | Giugno 1989    | 8834701054 |
| 33     | XXXIII  | Ardath Mayhar                        | Kyrannon                     | Primo romanzo dei Racconti delle Triplici Lune. | Aprile 1990    | 8834700864 |
| 34     | XXXIV   | Lawrence Watt-Evans                  | Il richiamo del basilisco    | Primo romanzo della tetralogia dei Signori di Dus. | Settembre 1990 | 8834700805 |
| 35     | XXXV    | Lawrence Watt-Evans                  | I sette altari di Dusarra    | Secondo romanzo della tetralogia dei Signori di Dus. | Aprile 1991    | 8834700686 |
| 36     | XXXVI   | John Norman                          | Il fuorilegge di Gor         | Secondo romanzo del Ciclo di Gor. | Ottobre 1991   | 8834701348 |
| 37     | XXXVII  | Lawrence Watt-Evans                  | La spada di Bheleu           | Terzo romanzo della tetralogia dei Signori di Dus. | Giugno 1992    | 8834703642 |
| 38     | XXXVIII | Ardath Mayhar                        | Shar Nuhn                    | Secondo romanzo dei Racconti delle Triplici Lune. Ha in appendice un racconto di Benedetto Pizzorno.                                                                                               | Ottobre 1992   | 8834703650 |
| 39     | XXXIX   | Alan Dean Foster                     | Il cantante delle magie      | Primo romanzo dell'ottologia del Cantante delle Magie. | Novembre 1992  | 8834703669 |
| 40     | XL      | Alan Dean Foster                     | La battaglia di Jo-Troom     | Secondo romanzo dell'ottologia del Cantante delle Magie. | Aprile 1993    | 883470360X |
| 41     | XLI     | Barbara Hambly                       | Le mura d'aria               | Secondo romanzo della trilogia di Darwath. | Aprile 1993    | 8834703804 |
| 42     | XLII    | Joel Rosenberg                       | D'Shai                       | Primo romanzo della dilogia di D'Shai. | Maggio 1993    | 8834703820 |
| 43     | XLIII   | Tanith Lee                           | Cyrion                       | Raccolta completa allestita dall'autrice del ciclo di Cyrion, comprende sette racconti e un romanzo breve combinati assieme attraverso una cornice narrativa.                                      | Giugno 1993    | 8834703855 |

| Numero | Autore           | Titolo                    | Note | Anno           | ISBN       |
| ------ | ---------------- | ------------------------- | --- | -------------- | ---------- |
| I      | Gene Wolfe       | Il castello fantasma      | | Ottobre 1993   | 8834704118 |
| II     | Barbara Hambly   | Gli abissi del buio       | Terzo romanzo della trilogia di Darwath. | Ottobre 1993   | 8834704126 |
| III    | Mary Gentle      | Il tramonto degli dei     | Primo romanzo della Saga del Corvo Bianco. | Novembre 1993  | 8834704088 |
| IV     | Roger Zelazny    | Il segno del drago        | Primo romanzo della dilogia del Mondo Magico. | Febbraio 1994  | 8834703987 |
| V      | Cherry Wilder    | La principessa di Chameln | Primo romanzo della trilogia dei Signori di Hylor. | Settembre 1994 | 8834704487 |
| VI     | Barbara Hambly   | Il flagello dei draghi    | Primo romanzo della tetralogia delle Winterlands. | Marzo 1995     | 8834704649 |
| VII    | Cherry Wilder    | Yorath il lupo            | Secondo romanzo della trilogia dei Signori di Hylor. | Settembre 1995 | 8834704630 |
| VIII   | Brian Lumley     | La luna dei sogni         | Omnibus comprendente il terzo e quarto volume del ciclo del Mondo dei Sogni: 1. La luna dei sogni. 2. I ghiacci dell'Aran e altre avventure. Raccolta di tre racconti e due romanzi brevi. | Ottobre 1995   | 8834705114 |
| IX     | Michael Swanwick | Cuore d'acciaio           | Primo romanzo della dilogia I draghi del ferro e del fuoco. | Novembre 1995  | 8834705092 |
| X      | Roger Zelazny    | Il Signore di Rondoval    | Secondo romanzo della dilogia del Mondo Magico. | Giugno 1996    | 8834705289 |